# Kamarinskaja (muzyka)
Kamarinskaja – muzyczna forma taneczna oparta na tańcu kamarinskaja. Zwykle w formie pieśni dwuczęściowej. Cechy: metrum parzyste {\displaystyle _{4}^{2},} szybkie tempo, przedtakt, energiczna gra.
Przykład kamarinskiej: Michaił Glinka – Kamarinskaja (Rosyjskie Scherzo) – Fantazja na orkiestrę (1848).